# Henry Linderman
Henry Richard Linderman (26 décembre 1825 - 27 janvier 1879) est un financier américain et le directeur de la Monnaie des États-Unis.

## Biographie

### Ancêtres
Les Brodhead arrivent pour la première fois en Amérique lorsque Daniel Brodhead, capitaine des grenadiers du roi Charles II dans l'armée britannique, est envoyé dans le cadre de l'expédition de Nicolls pour prendre La Nouvelle-Amsterdam en 1664. Brodhead commande une compagnie qui occupe un poste à Esopus, dans l'État de New York, où il meurt deux ans plus tard. L'arrière-grand-oncle d'Henry est le brigadier général Daniel Brodhead, qui est colonel du 8e régiment de Pennsylvanie pendant la Révolution américaine. Henry est le neveu du sénateur américain Richard Brodhead (en) (le frère de sa mère).
Les Linderman arrivent en Amérique au XVIIIe siècle. Jacob von Linderman est le fils cadet d'une lignée de médecins et d'avocats de Saxe qui servent occasionnellement de conseillers aux électeurs de Saxe. Il émigre pendant le chaos de la guerre de succession d'Autriche et s'installe près de Kingston, dans l'État de New York, en 1750.

### Pratique médicale
Linderman naît à Lehman, en Pennsylvanie, le 26 décembre 1825. Il étudie la médecine, d'abord avec son père, puis obtient un doctorat en médecine à l'université de la ville de New York en 1846. Pendant son séjour à New York, il a pour précepteur le docteur Willard Parker. Par la suite, il pratique la médecine dans le comté de Pike et ailleurs en Pennsylvanie, jusqu'en 1853, date à laquelle il s'installe à Philadelphie, où il pratique également la médecine pendant une courte période.

### Début de carrière à la Monnaie

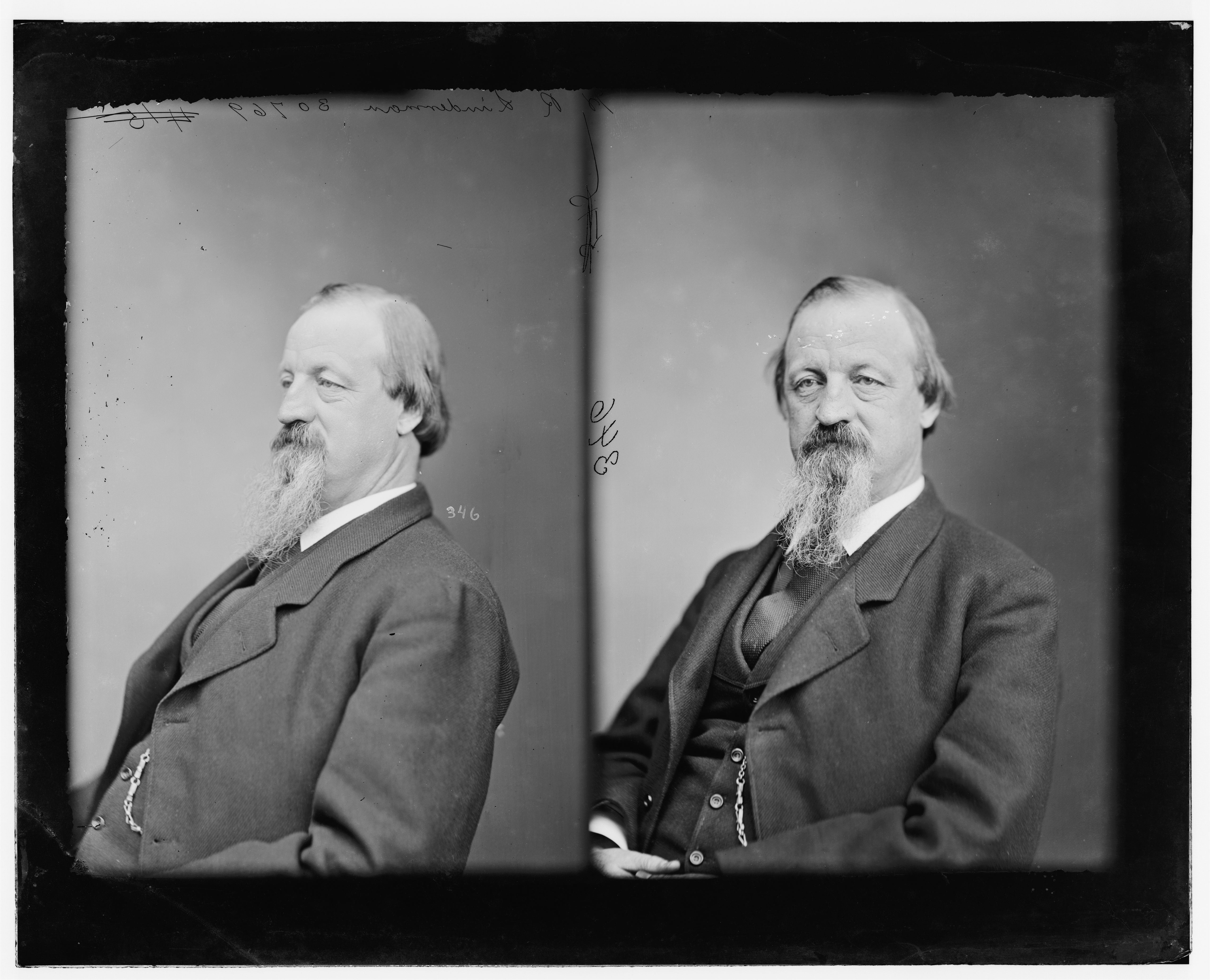
Henry Richard Linderman, vers 1865-1880

Linderman est un démocrate actif en politique. De 1855 à 1864, il est greffier en chef de la Monnaie américaine à Philadelphie. Il démissionne de ce poste en 1864 et se lance dans les affaires en tant qu'agent de change.
Il est directeur de la Monnaie de 1866 à 1869. En raison de sa grande expérience et de ses connaissances approfondies en la matière, Linderman est chargé par le secrétaire au Trésor d'examiner l'hôtel des monnaies de San Francisco et de régler certaines questions complexes relatives aux lingots. En 1871, le gouvernement américain l'envoie à Londres, Paris et Berlin pour recueillir des informations sur les hôtels des monnaies de ces villes. En 1872, il rédige un rapport détaillé sur l'état du marché de l'argent. Afin de trouver un débouché pour la grande quantité d'argent aux États-Unis, Linderman a proposé le Trade dollar.

### Directeur de la monnaie
Avec John Jay Knox Jr., Linderman rédige le Coinage Act de 1873. Après la promulgation de cette loi en avril 1873, il est nommé surintendant de la Monnaie et organise le Bureau. Il exerce dès lors une surveillance générale sur tous les hôtels des monnaies et les bureaux d'analyse des États-Unis. Sous son administration, Linderman réunit une belle collection de spécimens de pièces de monnaie, qui doivent être vendus aux enchères à New York en 1887, mais le gouvernement américain les réclame. En tant que surintendant de la Monnaie, il rédige des rapports annuels, dont celui de 1877, qui plaide en faveur de l'étalon-or, est le plus connu et le plus important. Il publie également Money and Legal Tender in the United States (New York, 1877).
Henry Linderman décède le 27 janvier 1879 à Washington.